# Amouranth
Amouranth (настоящее имя — Ке́йтлин Сирагу́са (англ. Kaitlyn Siragusa); род. 1993 или 1994) — американская интернет-знаменитость, более всего известная своими онлайн-трансляциями на сервисе Twitch.

## Карьера
В 2010 году увлеклась созданием собственных нарядов для косплея, после чего её пригласили работать с костюмами Houston Grand Opera и Houston Ballet.
Из рассказа Сирагусы сайту Kotaku известно, что ранее она занималась организацией праздничных мероприятий: устраивала вечеринки и детские дни рождения, посещала больницы. Впоследствии она оставила эту работу, что, по её мнению, было правильным решением, так как данная сфера деятельности на местном уровне была полностью разрушена пандемией.
В 2016 году, по словам Сирагусы, она была приглашена сайтом Twitch для проведения стриминга. Первоначально в своих трансляциях Amouranth демонстрировала изготовление костюмов, но со временем её стримы стали включать в себя ASMR и съёмку из гидромассажной ванны.
В мае 2021 года знаменитость рассказала, что Twitch лишил её рекламных доходов. Впрочем, в скором времени сервис опубликовал сообщение, что он создал категорию Pools, Hot Tubs, and Beaches (до этого стримеры из джакузи использовали раздел Just Chatting, что встречало непонимание среди некоторых пользователей), а также признал ошибочным приостановку рекламы без уведомления пользователей.
21 августа 2024 года её YouTube-канал с ASMR был заблокирован за «сексуальный контент».